# Masaru Katō
Masaru Katō (jap. 加藤 大, Katō Masaru; * 7. Mai 1991 in der Präfektur Fukuoka) ist ein japanischer Fußballspieler.

## Karriere
Masaru Katō erlernte das Fußballspielen in der Jugendmannschaft von Mitsubishi Yowa. Seinen ersten Vertrag unterschrieb er 2010 bei Albirex Niigata. Der Verein aus Niigata, einer Großstadt in der gleichnamigen Präfektur Niigata auf Honshū, der Hauptinsel Japans, spielte in der höchsten Liga des Landes, der J1 League. Von Februar 2012 bis Januar 2014 wurde er an den Ehime FC ausgeliehen. Mit dem Klub aus Matsuyama spielte er in der zweiten Liga, der J2 League. In 61 Zweitligaspielen schoss er elf Tore. Der Zweitligist Avispa Fukuoka lieh ihn von Juli 2019 bis Januar 2020 aus. Im Anschluss erfolgte eine Ausleihe zum ebenfalls in der zweiten Liga spielenden V-Varen Nagasaki nach Nagasaki. Für V-Varen absolvierte er 32 Zweitligaspiele. Nach Ende der Ausleihe wurde er von Nagasaki im Februar 2021 fest unter Vertrag genommen.